# Ревізор (телепередача)

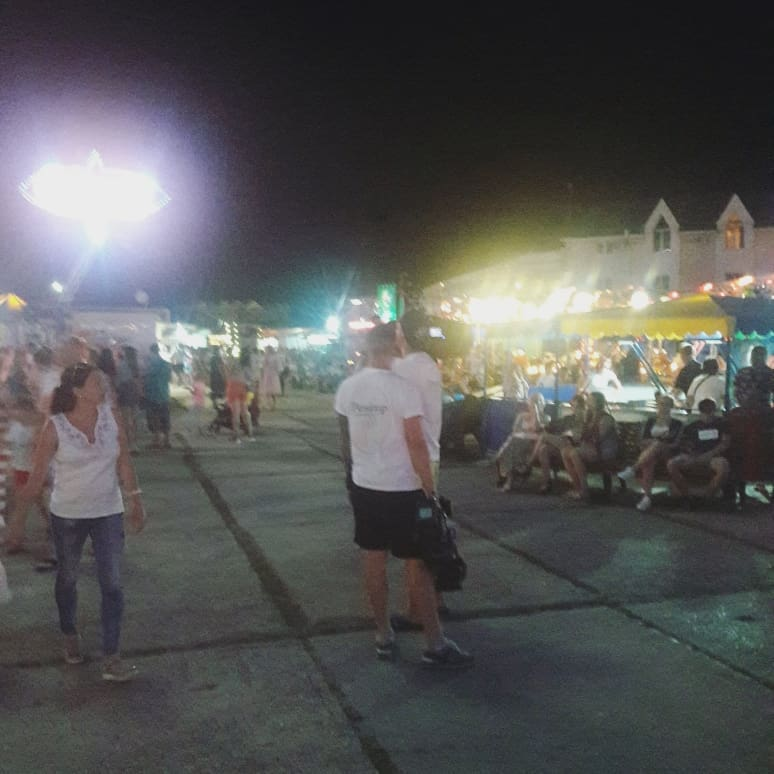
Команда «Ревізор» у Кирилівці

«Ревізор» — телевізійне соціальна реаліті програма про якість закладів сфери обслуговування України. Виробляється та виходить в ефір на Новому каналі. Програма «Ревізор» не співпрацює із закладами, не рекламує їх і не отримує грошей за візити та фільмування на їх території, а всі рахунки сплачує Новий канал.

## Команда
- Режисери: Сергій Озерянський, Данило Джепо, Денис Тарасов, Андрій Коротун.
- Директор творчого об'єднання: Вікторія Бурдукова.
- Продюсер: Марія Павлічук, Анастасія Красикова, Ірина Титаренко.
- Креативний продюсер: Марія Павлічук.
- Шеф-редактор: Ганна Жижа.
- Ведучі (головний ревізор України): Ольга Фреймут (1-4 сезони), Вадим Абрамов (5-7 сезони), Микола Тищенко (8-9 сезони), Олена Філонова (з 9 сезону), Юлія Панкова (з 10 сезону)
- Ведуча «Ревізор: Магазини»: Наталія Кудряшова (1-2 сезони), Ірина Хоменко (3 сезон).
- Ведучий постшоу «Страсті за Ревізором»: Сергій Притула.
- Ведучий програми «Ревізор без купюр» (закадрове життя народного проєкту «Ревізор»): Олександр Педан.

## Ревізори
| Ревізори       | Сезони                   | Сезони                   | Сезони                   | Сезони                   | Сезони                   | Сезони                   | Сезони                   | Сезони                   | Сезони                   | Сезони        | Сезони   | Сезони        |
| Ревізори       | 1                        | 2                        | 3                        | 4                        | 5                        | 6                        | 7                        | 8                        | 9                        | 10            | Карантин | 11            |
| -------------- | ------------------------ | ------------------------ | ------------------------ | ------------------------ | ------------------------ | ------------------------ | ------------------------ | ------------------------ | ------------------------ | ------------- | -------- | ------------- |
| Ольга Фреймут  | Ревізор                  | Ревізор                  | Ревізор                  | Ревізор                  |                          |                          |                          |                          |                          |               |          |               |
| Вадим Абрамов  |                          |                          |                          |                          | Ревізор                  | Ревізор                  | Ревізор                  |                          |                          |               |          |               |
| Микола Тищенко |                          |                          |                          |                          |                          |                          |                          | Ревізор                  | Ревізор                  |               |          |               |
| Юлія Панкова   |                          | Ревізор                  | Ревізор                  | Ревізор                  |                          |                          |                          |                          |                          |               |          |               |
| Ганна Жижа     | шеф-редактор, співведуча | шеф-редактор, співведуча | шеф-редактор, співведуча | шеф-редактор, співведуча | шеф-редактор, співведуча | шеф-редактор, співведуча | шеф-редактор, співведуча | шеф-редактор, співведуча | шеф-редактор, співведуча |               |          |               |
| Олена Філонова |                          |                          |                          |                          |                          |                          |                          |                          | Ревізор краси            | Ревізор краси |          | Ревізор краси |

## Прем'єра
- I сезон: 27 серпня 2011
- II сезон: 4 січня 2012
- III сезон: 4 березня 2013
- Дайджести: 1 липня 2013
- IV сезон: 3 березня 2014
- V сезон: 2 березня 2015
- VI сезон: 31 серпня 2015
- «Весняний» сезон: 6 березня 2016
- VII сезон: 22 серпня 2016
- «Ревізор Спешл»: 20 лютого 2017
- VIII сезон: 25 вересня 2017
- IX сезон: 1 жовтня 2018
- X сезон: 7 жовтня 2019
- Карантин: 16 квітня 2020
- XI сезон: 20 липня 2020

## Про проєкт
«Ревізор» — оригінальне українське телевізійне соціальне реаліті-шоу виробництва Нового каналу. Знімальна група проєкту разом із ведучим проводять перевірки готелів, ресторанів, супермаркетів, аквапарків, санаторіїв та інших точок сфери обслуговування, щоб оцінити рівень сервісу.
Перший сезон стартував 27 серпня 2011 року. У цьому ж сезоні окрім ресторанів та готелів, програма почала перевіряти аквапарки, салони краси, пляжі, магазини, парки, дитячі садочки, поїзди та навіть історико-культурні комплекси.
Наприкінці 2012 року проєкт потрапив до Книги рекордів України в номінації «Народне визнання в соціальних мережах», набравши 72 тис. вподобань на сторінці у Facebook на момент встановлення рекорду.
У 2012 році «Ревізор» отримав національну премію у сфері телебачення «Телетріумф». У 2013 році проєкт номіновано на премію в категоріях «Найкраща інформаційно-розважальна програма» та «Найкраща ведуча розважальних програм».
У 2013 році «Ревізор» став переможцем премії «Фаворит телепреси».
У 2013 році команда проєкту «Ревізор» випустила мобільний додаток з мапою перевірених проєктом закладів. У додатку можна: 
- Вибрати найкращий ресторан, кафе, готель в Україні
- Подивитися відео про те, як проходила перевірка
- Дізнатися, яку оцінку отримав заклад, і чи є у нього табличка «Ревізора»

Також, у додатку була інформація про ревізії проєкту «Ревізор: Магазини».
У 2014 році ведуча Ольга Фреймут отримала премію «Телезірка» (журнал «Теленеделя»), як ведуча програми «Ревізор».
У 2013 році формат «Ревізор» у Нового каналу купив телеканал «Пятница!». На території Росії програма виходить під назвою «Ревізорро» (рос. Ревизорро). Першою ведучою аналога була Олена Летюча. Усього аналог мав 8 сезонів (2014-2021). 
Перший і другий сезони створювались з труднощами: ресторатори та готельєри зачиняли двері перед знімальною групою.
4 березня 2013 року стартував третій сезон. Команда вирушила в уже перевірені заклади з повторними ревізіями. Завдання нагороджених закладів — довести, що вони гідні рекомендації. Головне нововведення третього і четвертого сезонів — золоті таблички, які означають підвищені вимоги до якості закладів.
Срібні рекомендації першого і другого сезону оголошені недійсними з 1 січня 2013 року. Під час повторних ревізій срібні таблички відбирали на час перевірки. У разі підтвердження закладами рекомендації їм вручали нові — золоті таблички. У разі провалу перевірки «срібло» забирала з собою знімальна група.
Крім того, у третьому сезоні знімальна група «Ревізора» перевірила заклади у країнах Європи: Австрії, Франції, Італії, Великій Британії.
Під час 4-го сезону нововведенням стало постшоу «Страсті за Ревізором», в якій власникам закладів, які пройшли перевірку, дали можливість дати публічну відповідь програмі.
З 2 березня 2015 року на Новому каналі стартував 5-й сезон програми «Ревізор» з новим ведучим Вадимом Абрамовим. Рекомендації цього сезону є біметалевим — срібно-золотими. З цього сезону Ревізор може залишити «чорну мітку» — наклейку «Ревізор не рекомендує» у книзі скарг і пропозицій закладам з найкричущішою невідповідністю критеріям оцінки.
Ще однією відмінністю сезону є те, що тепер важливою складовою є дегустування страв у ресторанах та проживання Ревізора в готелях, що перевіряються.
19 квітня 2017 року було оголошено ім'я ведучого восьмого сезону програми. Ним став Микола Тищенко. В дев'ятому сезоні до нього приєдналася Олена Філонова.
18 березня 2019 глядачам стало відомо, новою ведучою програми є Юлія Панкова. Юлія Панкова зізнається, що їй завжди подобалась програма «Ревізор», і вона хотіла стати її ведучою.
16 квітня 2020 року в етер вийшли спецвипуски програми «Ревізор» під назвою «Ревізор. Карантин». «Ревізор. Карантин.» – цикл спецвипусків проєкту «Ревізор», у яких команда програми перевірить роботу магазинів, ринків, закладів громадського харчування зі стравами «на винос» і АЗС в умовах карантину в Києві. Спеціальний проєкт покликаний вивести на чисту воду несумлінних підприємців, які порушують карантинний режим в умовах пандемії коронавірусу та ризикують вашим здоров’ям заради свого прибутку.

## Судимості
У програми «Ревізор» є багато судимостей через те, що на знімальному майданчику команді проєкту часто перешкоджали робити свою роботу. Зазвичай, писали заяву ведучі програми або шеф-редактор.

### Судимості з телеканалом «1+1»
У вересні 2014 року, невдовзі після запуску програми «Інспектор Фреймут» на телеканалі «1+1», Новий канал подав позов проти «1+1» та компанії «1+1 продакшн». 21 січня 2015 року Господарський суд міста Києва частково задовольнив цей позов, постановивши, що «1+1 медіа» не має права створювати програми, аналогічні «Ревізору», зокрема проєкт «Інспектор Фреймут». Суд також заборонив випускати «Інспектор Фреймут» і зобов’язав «1+1 продакшн» і канал «1+1» виплатити Новому каналу компенсацію на суму понад 1,2 млн грн. 
Згодом справа розглядалась у Київському апеляційному господарському суді (який ухвалив рішення на користь «1+1 медіа»), Вищому господарському суді України (який підтримав позицію Нового каналу) та у Верховному Суді України. 17 лютого 2016 року Верховний Суд залишив у силі рішення Господарського суду міста Києва. 
Паралельно телеканал «1+1» подав заяву до правоохоронних органів щодо окремих працівників Нового каналу, пов'язаних із проєктом «Ревізор», висловлюючи сумніви у достовірності документів, наданих Новим каналом у суд. Крім того, «1+1» оскаржив у Міністерстві юстиції висновок судової експертизи щодо схожості програм «Ревізор» і «Інспектор Фреймут», яку Господарський суд Києва ініціював під час першого розгляду справи. 
1 серпня 2016 року суд спочатку відмовив каналу, а потім усе-таки призначив розгляд справи. Перше рішення ухвалив суддя О.В. Гумега, друге — Н.І. Зеленіна. 30 серпня 2016 року Господарський суд міста Києва скасував своє рішення від 21 січня 2015 року. Далі справа знову потрапила до Київського апеляційного господарського суду, який ухвалив рішення на користь Нового каналу, та Вищого господарського суду України, який повернув справу Київському апеляційному господарському суду для повторного перегляду через аргументи «1+1 медіа» про незаконність його складу під час другого розгляду справи. Змінивши склад суддів, Київський апеляційний господарський суд однаково прийняв рішення на користь Нового каналу. 
2 серпня 2017 року справу «“Ревізор” проти “Інспектора Фреймут”» знову розглянув Господарський суд міста Києва за позовом «1+1 медіа» та за нововиявленими обставинами. Спочатку призначений суддя С.В. Балац узяв самовідвід через те, що один із представників «1+1 медіа» в 2016 році працював у нього секретарем судового засідання. Нині справу розглядає суддя О.М. Спичак. Як і навесні 2016 року, нововиявленими обставинами «1+1 медіа» вважає недоліки висновку судової експертизи схожості програм «Ревізор» і «Інспектор Фреймут», яку Господарський суд міста Києва доручив провести при першому розгляді справи. Різниця в тому, що тепер ці недоліки висновку встановлені постановою Окружного адміністративного суду міста Києва від 18 квітня 2017 року. 
У лютому 2017 року «1+1 медіа» звернулася до Окружного адміністративного суду міста Києва. Відповідачами у справі виступили Центральна експертно-кваліфікаційна комісія при Міністерстві юстиції України, Міністерство юстиції України та судовий експерт Науково-дослідного інституту інтелектуальної власності Національної академії правових наук України Сергій Анатолійович Петренко. Експертний висновок Сергія Петренка №1001 від 17 грудня 2014 року став основою для рішення Господарського суду міста Києва від 21 січня 2015 року, винесеного на користь Нового каналу. Наприкінці 2015 року телеканал «1+1» оскаржив цей висновок у Міністерстві юстиції. У відповідь на скаргу міністерство замовило рецензії цього експертного висновку у Київського науково-дослідного інституту судових експертиз та Науково-дослідного центру судової експертизи інтелектуальної власності. Рецензенти зазначили, що Сергій Петренко не має кваліфікації за спеціалізацією «13.2 Дослідження, пов'язані з виконаннями, фонограмами, відеограмами, програмами (передачами) мовлення», хоча має кваліфікацію за низкою схожих спеціалізацій. Незважаючи на це, ЦЕКК вирішила не притягувати Сергія Петренка до дисциплінарної відповідальності після розгляду рецензій. 
Окружний адміністративний суд міста Києва постановив зобов’язати ЦЕКК переглянути скаргу каналу «1+1» на експертний висновок Сергія Петренка. Київський апеляційний адміністративний суд це рішення підтримав. Справа почала перебувати на розгляді у Вищому адміністративному суді України.
Звернувшись нині до Господарського суду міста Києва за нововиявленими обставинами, «1+1 медіа» просить призначити повторну судову експертизу. Зачитуючи клопотання, представник «1+1 медіа» Іван Ольшевський зауважив у якості аргументу, що загалом у справі «“Ревізор” проти “Інспектора Фреймут”» уже фігурують п’ять експертних висновків, у тому числі двоє судових, і деякі з них суперечать один одному. Натомість Новий канал просить суд відхилити клопотання про повторну судову експертизу і будує основну лінію захисту на аргументах про те, що Господарсько-процесуальний кодекс визначає вичерпний перелік нововиявлених обставин і ті, на які спираються юристи «1+1 медіа», такими не є. 

## Критерії оцінки
Критерії оцінки суворі й незмінні: екстер'єр (місце розташування), інтер'єр, якість обслуговування, чистота, цінова політика та особливості, які створюють атмосферу. Для супермаркетів критерій оцінки «особливість» замінюється на «безпеку». Розпочинаючи з восьмого сезону критерії зазнали змін. Відтепер для ресторанів це зал, кухня, ціни, обслуговування та дегустація, для готелів — ціни, номер, обслуговування, кухня та ночівля.

## Мета проєкту
Мета «Ревізора» — не зруйнувати бізнес, не злякати клієнтів, а допомогти співробітникам і власникам закладів знайти слабкі місця в їхній роботі, яких вони не помічають через власну зайнятість та щоденну рутину. А також показати споживачам, яким має бути сервіс, і як відстоювати свої права.

## Перелік випусків (1-11 сезони)

### Перший сезон— срібна відзнака
| № | #  | Містами                            | Перевірені заклади | Дата прем'єрного показу |
| --- | -- | ---------------------------------- | --- | ----------------------- |
| 1 | 1  | «Бровари»                          | Аквапарк Термінал (вул. Київська, 316) · Парк Приозерний (між вулицями Пушкіна, Горького, Першого травня та Білодібровної) · Готель Піраміда (вул. Київська, 211) · Ресторан Боярин (вул. Київська, 95) · Готель Веста (вул. Київська, 22) · Ресторан Олімп (вул. Кутузова, 127) | 27 серпня 2011          |
| 2 | 2  | «Судак, Новий Світ»                | Пляж Центральний · Пляж Блакитна бухта (с. Новий Світ) · Квартири на оренду · Пансіонат Судак (вул. Леніна, 89) · Ресторан Барон Мюнхгаузен (ал. Кипарисова, 11) · Ресторан Веранда (пл. Молодіжна, 11) | 7 вересня 2011          |
| 3 | 3  | «Коктебель»                        | Кафе Царская Охота (вул. Цвєтаєвої, 11); рекомендація видана особисто шеф-кухарю Генадію Поліщуку · Нудистський пляж · Готель Каліпсо (вул. Морська, 83А) · Аквапарк Коктебель (вул. Леніна, 144Б) · Арт-кафе Богема (вул. Леніна, 120) | 14 вересня 2011         |
| 4 | 4  | «Євпаторія, Саки»                  | Міський пляж · Кафе Караман (вул. Караїмська, 68) · Санаторій Саки (м. Саки, вул. Курортна, 4Е) · Аквапарк Бананова республіка (с. Прибережне, вул. Каламітська, 14) · Готель Ukraine Palace (просп. Леніна, 42/19) · Салон краси Наталі (просп. Перемоги, 55) · Кафе-бар П'ятниця (вул. Фрунзе, 24) | 21 вересня 2011         |
| 5 | 5  | «Ялта»                             | Готель Villa Elena (вул. Морська, 3А) · Ресторан Гораціо (вул. Морська, 3А) · Готель Happy hotel (вул. Свердлова, 34) · Пляж (біля вул. Набережна імені В. І. Леніна) · Пельменная (вул. Свердлова, 8) | 28 вересня 2011         |
| 6 | 6  | «Полтава, Проні, Великі Сорочинці» | Готель Євро люкс (вул. Морська, 3А) · Розважальний історико-культурний комплекс Хутір близ Диканьки (с. Проні, вул. Польова) · Готель Palazzo (вул. Гоголя, 33) · Національний Сорочинський ярмарок (с. Великі Сорочинці) · Мотель Полтава Інтурист (вул. Михайла Грушевського, 1) | 5 жовтня 2011           |
| 7 | 7  | «Харків»                           | Ринок Барабашово (вул. Академіка Павлова, 165) · Ресторан CAFE-cafe (вул. Сумська, 77) · Кафе Українські страви (вул. Сумська, 77) · Готель Viva (просп. Гагаріна, 10/2) · Стадіон Металіст (вул. Георгія Плеханова, 65) · Готель Старт (вул. Плеханівська, 18) | 12 жовтня 2011          |
| 8 | 8  | «Донецьк, Макіївка»                | Готель Маяк (м. Макіївка, пл. Радянська, 7) · Клуб-бар Свинья (б-р Пушкіна, 13) · Кафе Коралл (вул. Першотравнева, 38) · Готель Ramada (б-р Шевченка, 20) | 19 жовтня 2011          |
| 9 | 9  | «Одеса»                            | Ресторан Сало (Вільхівська сільська рада, 235-й км траси Київ-Одеса) · Готель Зірка (вул. Успенська, 70) · Кафе Жарю Парю (вул. Преображенська, 38) · Ресторан Дача (б-р Французький, 85/15) · Готель Palace Del Mar (пров. Кришталевий, 1) · Готель Лондонська (б-р Приморський, 11) | 26 жовтня 2011          |
| 10 | 10 | «Львів»                            | Хостел Космонавт (вул. Томашівського, 4) · Хостел Театральний (вул. Театральна, 10/5, 4-й поверх) · Готель Leopolis (вул. Театральна, 16) · Піцерія Celentano (вул. Галицька, 1, пл. Ринок, 21) · Кафе Цукерня (вул. Староєврейська, 3) · Ресторан-кнайпа Галицька жидівська кнайпа/Під Золотою Розою (вул. Староєврейська, 37) | 2 листопада 2011        |
| 11 | 11 | «Дніпропетровськ, Піщанка»         | Готель GOOD ZONE (с. Піщанка, вул. Чкалова, 70) · Готель Дніпропетровськ (вул. Набережна імені В. І. Леніна, 33) · Кафе Сибірські пельмені (вул. Фурманова, 1) · Ресторан Репортеръ (вул. Барикадна, 2) · Центр розвитку дитини №3 (б-р. Слави, 25) | 9 листопада 2011        |
| 12 | 12 | «Севастополь»                      | Кафе-бар Артбухта (біля Севастопольського морського порту) · Варенична Победа (пр. Нахімова, узв. Айвазовського, 10) · Ресторан Харчевня (вул. Набережна Адмірала Клокачова, 21/3) · Ресторан Рыбацкий стан (вул. Набережна Адмірала Клокачова, 15) · Готель Аквамарин (вул. Паркова, 11) · Готель Адмиралъ (вул. Щербака, 22-А) | 16 листопада 2011       |
| 13 | 13 | «Бориспіль, Чубинське»             | Автотранспорт (біля Міжнародного аеропорту Бориспіль) · Готель Бориспіль (Міжнародний аеропорт Бориспіль, 7) · Ресторан Ольга (Міжнародний аеропорт Бориспіль, 7) · Готель Old Port (вул. Київський шлях, 2) · Готель Лігена (вул. Леніна, 53) · Готель Non-stop (вул. Соцмістечко, 276) · Кав'ярня Марципан (вул. Котовського, 20) · Парк-готель Kidev (с. Чубинське, вул. Київська, 5) · Ресторан Гетьман фортеця (вул. Київський шлях, 2/10)                                                        | 23 листопада 2011       |
| 14 | 14 | «Івано-Франківськ»                 | Поїзд Київ — Івано-Франківськ від Укрзалізниці · Готель Надія (вул. Незалежності, 40) · Кафе МікроХвилька (вул. Галицька, 21) · Готель Ольга (вул. Олекса Довбуша, 105) · Готель Атріум (вул. Галицька, 31) · Ресторан Фран•Ко (вул. Галицька, 9) | 30 листопада 2011       |
| 15 | 15 | «Луцьк»                            | Піцерія Фелічіта (пр. Соборності, 11) · Фаст-фуд Chicken Hut (пр. Волі, 10) · Готель Zaleski (вул. Кривий Вал, 39) · Готель Світязь (вул. Набережна вулиця, 4) · Кав'ярня-магазин Marmelad (вул. Лесі Українки, 23) · Кафе Карамель (вул. Словацького, 12) · Готель Срібні лелеки (вул. Луначарського, 17) · Ресторан Корона Вітовта (вул. Плитниця, 1) | 7 грудня 2011           |
| 16 | 16 | «Чернігів»                         | Готель Брянськ (вул. Шевченка, 103) · Гриль-паб Штрудель (вул. Максима Горького, 1) · Ресторан Велюров (вул. Святомилаївська, 17) · Готель Градецький (пр. Миру, 68) · Готель Україна (пр. Миру, 33) · Готель Придеснянський (вул. Шевченка, 99А) | 14 грудня 2011          |
| 17 | 17 | «Черкаси»                          | Готель Дніпро (вул. Фрунзе, 13) · Готель Чернігів (вул. Богдана Хмельницького, 50) · Піцерія La Cosa Nostra (б-р. Шевченка, 108) · Ресторан Государь (б-р. Шевченка, 275) · Суші-бар Фугу (б-р. Шевченка, 150/1) | 21 грудня 2011          |
| 18 | 18 | «Київ»                             | Ресторан Конкорд (вул. Пушкінська, 42/4, 8-й поверх) · Готель Premier Palace (б-р. Т. Шевченка / вул. Пушкінська, 5-7/29) · Готель Hyatt Regency (вул. Алли Тарасової, 5) · Готель Либідь (пл. Перемоги, 1) · Бутік-кафе Реприза (вул. Богдана Хмельницького, 40/25) · Хостел D'Lux (вул. Обсерваторна 10, кв. 6) · Ресторан Лє Борщ (вул. Михайлівська, 22) · Ресторан Первак (вул. Рогнідинська, 2) · Ресторан Oliva (вул. Микільсько-Слобідська, 1A) · Готель Рів'єра (вул. Петра Сагайдачного, 15) | 28 грудня 2011          |
| Умовні позначення: — рекомендований заклад, — заклад не рекомендований, — «Ревізор» не сказав чи рекомендує або не рекомендує цей заклад, — рекомендацію отримав особисто кухар. Назви вулиць та населених пунктів вказані на момент ефіру програми. |    |                                    | |                         |

### Другий сезон— срібна відзнака
| № | #  | Міста                           | Перевірені заклади | Дата прем'єрного показу |
| --- | -- | ------------------------------- | --- | ----------------------- |
| 19 | 1  | «Вдома (частина перша)»         | — | 4 січня 2012            |
| 20 | 2  | «Вдома (частина друга)»         | — | 11 січня 2012           |
| 21 | 3  | «Житомир»                       | Готель Житомир (м-н Перемоги, 6) · Львівська майстерня шоколаду (м-н Перемоги, 7) · Готель Україна (вул. Київська, 3) · Ресторан Анна (вул. Щорса, 31) · Піцерія Маріо (вул. Київська, 13) · Ресторан Трактир на Пушкинской (вул. Пушкінська, 24) · Готель Dodo (вул. Ватутіна, 13) | 18 січня 2012           |
| 22 | 4  | «Кіровоград»                    | Ресторан Primo Violino (вул. Леніна, 17/7) · Готель Європа (вул. Велика Перспективна 13/16) · Кафе Чорна Кава (вул. Луначарського, 17) · Супермаркет Копилка (вул. Леніна, 1а) · Ресторан Sorrento (вул. Дворцова, 46) · Кафе Добрич (вул. Карла Маркса, 47/16) · Готель Дворцовий (вул. Фрунзе, 16) | 25 січня 2012           |
| 23 | 5  | «Буковель, Татарів»             | Ресторан Kaiser (д-ка. Щивки, 25/2Б) · Котеджний комплекс Котеджі у Василя · Ресторан Колиба (веломарш. №4 «Пагорбами») · Готельно-ресторанний комплекс Lavanda country club (с. Татарів, вул. Олекси Довбуша, 84) · Готель Буковель (веломарш. №4 «Пагорбами») · Ресторан Буріто (веломарш. №4 «Пагорбами»)                                                                                                   | 1 лютого 2012           |
| 24 | 6  | «Трускавець, Стрий, Дрогобич»   | Трускавець: · Готель Женева (вул. Горького, 61-63) · Готель Rixos-Prykarpattya (вул. Городище, 8) · Ресторан Очаг (вул. Карпатька, 7) · Етно-кафе Гражда (вул. Карпатька, 2) · Ресторан Ё-моё (вул. Городище, 8) · Ресторан Козацький хутір (вул. Дрогобицька, 75) · AЗС Окко (Стрий, вул. Дрогобицька, 197) · Дрогобич: · Ресторан Пристань (вул. Завіжна, 121) · Ресторан Черемшина (вул. Трускавецька, 118) | 8 лютого 2012           |
| 25 | 7  | «Вінниця»                       | Готель Sawoy (вул. Соборна, 69) · Готель Feride plaza (вул. Пирогова, 23-Б) · Фаст-фуд Burger Club (вул. Георгія Нарбута, 3) · Ресторан Фазенда (вул. Пирогова, 131) · Готель Поділля (вул. Пушкіна, 4) · Готель Park Hotel Vinnitsa (вул. Грушевського, 28) · Кафе Fashion-cafe (вул. Грушевського, 30) · Ресторан Feride Plaza (вул. Пирогова, 23-Б)                                                         | 15 лютого 2012          |
| 26 | 8  | «Канів, Переяслав-Хмельницький» | Переяслав-Хмельницький: · Готель Пектораль (вул. Богдана Хмельницького, 55) · Ресторан Ресторан (невідомо, не вдалося знайти) · Канів: · Автовокзал АВТО-РІКА (вул. 206 Дивізії, 1) · Кафе Ластівка (вул. Шевченко, 11) · Готель-ресторан Старий Канів (вул. Леніна, 17) · Піцерія Браво (вул. Героїв Дніпра, 1) · Готельно-ресторанний Княжа Гора (вул. Дніпровська, 1)                                       | 22 лютого 2012          |
| 27 | 9  | «Тернопіль»                     | Гуртожиток №1 Тернопільського Державного Медичного Університету (вул. Живова Анатолія, 3) · Готель Галичина (вул. Чумацька, 1) · Ресторан Мемфіс (вул. Гетьмана Сагайдачного, 1) · Ресторан Європа (вул. Гетьмана Сагайдачного, 6) · Арт-бар Коза (б-р Тараса Шевченка, 23) · Сервісно-туристичний комплекс Рута (вул. Медова, 2) · Музей-ресторан Старий млин (вул. Бродівська, 1а)                           | 29 лютого 2012          |
| 28 | 10 | «Хмельницький»                  | Готель Либідь Плаза (вул. Кам'янецька, 21) · Фаст-фуд Ситий Будяк (вул. Подільська, 85) · Готель Янісоль (вул. Свободи, 40а) · Ресторан Naomi (вул. Проскурівська, 40) · Готель Поділля (вул. Шевченка, 14) · Піцерія Мак Смак (вул. Проскурівська, 6) · Ресторан Колізей (вул. Чкалова, 1-А) | 7 березня 2012          |
| 29 | 11 | «Кривий Ріг»                    | Піцерія Челентано (просп. Гагаріна, 30) · Ресторан PRADO CAFÉ (вул. Карла Маркса, 19) · Сіті PAB (вул. Карла Маркса, 32А) · Готель Саксагань (вул. Дишінского, 11) | 14 березня 2012         |
| 30 | 12 | «Запоріжжя»                     | Готель Хортиця (вул. Наукового Містечка, 40) · Ресторан Аристократ (просп. Маяковського, 2а) · Готель Інтурист (просп. Леніна, 135) · Ресторан Старе місто (вул. Базарна, 18) · Кафе Шелест (б-р Тараса Шевченка, 16) · Готель Four Points by Sheraton (вул. Тбіліська, 8) | 21 березня 2012         |
| 31 | 13 | «Луганськ»                      | Кафе Піраміда (вул. Курчатова, 11) · Готель Дружба (вул. Павла Сороки, 16А) · Кафе БлинОК (вул. Радянська (біля ринку)) · 19th Floor Project (вул. Радянська, 76) · Супермаркет Абсолют (вул. Чорноморська, 7А) · Готель Луганськ (вул. Радянська, 76) · Ресторан Точка.ru (вул. 24-я Лінія, 68) · Ресторан Zebra (вул. Демехіна, 20)                                                                          | 28 березня 2012         |
| 32 | 14 | «Маріуполь»                     | Буде оголошено | 4 квітня 2012           |
| 33 | 15 | «Миколаїв, Зайчівське»          | Буде оголошено | 11 квітня 2012          |
| 34 | 16 | «Херсон»                        | Буде оголошено | 18 квітня 2012          |
| 35 | 17 | «Чернівці»                      | Буде оголошено | 25 квітня 2012          |
| 36 | 18 | «Кам'янець-Подільський»         | Буде оголошено | 2 травня 2012           |
| 37 | 19 | «Ужгород, Мукачеве»             | Буде оголошено | 12 травня 2012          |
| 38 | 20 | «Рівне»                         | Буде оголошено | 16 травня 2012          |
| 39 | 21 | «Одеса»                         | Буде оголошено | 23 травня 2012          |
| 40 | 22 | «Суми»                          | Буде оголошено | 30 травня 2012          |
| 41 | 23 | «Ялта»                          | Буде оголошено | 6 червня 2012           |
| 42 | 24 | «Київ»                          | Буде оголошено | 13 червня 2012          |
| 43 | 25 | «Бердянськ»                     | Буде оголошено | 20 червня 2012          |
| 44 | 26 | «Сімферополь»                   | Буде оголошено | 27 червня 2012          |
| Умовні позначення: — рекомендований заклад, — заклад не рекомендований, — «Ревізор» не сказав чи рекомендує або не рекомендує цей заклад. Назви вулиць та населених пунктів вказані на момент ефіру програми. |    |                                 | |                         |

### Третій сезон— золота відзнака
| №  | #  | Міста                                 | Дата прем'єрного показу |
| -- | -- | ------------------------------------- | ----------------------- |
| 45 | 1  | «Львів, Відень»                       | 4 березня 2013          |
| 46 | 2  | «Керч, Сімферополь, Відень»           | 11 березня 2013         |
| 47 | 3  | «Луцьк, Милуші, Відень»               | 18 березня 2013         |
| 48 | 4  | «Запоріжжя, Відень»                   | 25 березня 2013         |
| 49 | 5  | «Івано-Франківськ, Березівка, Відень» | 1 квітня 2013           |
| 50 | 6  | «Харків, Лондон»                      | 8 квітня 2013           |
| 51 | 7  | «Чернігів, Лондон»                    | 15 квітня 2013          |
| 52 | 8  | «Полтава, Лондон»                     | 22 квітня 2013          |
| 53 | 9  | «Кривий Ріг, Лондон»                  | 29 квітня 2013          |
| 54 | 10 | «Донецьк, Лондон»                     | 6 травня 2013           |
| 55 | 11 | «Житомир, Березине, Париж»            | 13 травня 2013          |
| 56 | 12 | «Луганськ, Париж»                     | 20 травня 2013          |
| 57 | 13 | «Хмельницький, Париж»                 | 27 травня 2013          |
| 58 | 14 | «Черкаси, Мілан»                      | 3 червня 2013           |
| 59 | 15 | «Київ, Мілан»                         | 10 червня 2013          |
| 60 | 16 | «Кам'янець-Подільський, Мілан»        | 17 червня 2013          |
| 61 | 17 | «Одеса, Мілан»                        | 24 червня 2013          |

### Дайджести
Найкращі ревізії за три сезони, а також ревізії, яких ніколи не було у програмі.
| №  | # | Назва                             | Дата прем'єрного показу |
| -- | - | --------------------------------- | ----------------------- |
| 62 | 1 | «Ревізор на морі (частина перша)» | 1 липня 2013            |
| 63 | 2 | «Ревізор на морі (частина друга)» | 8 липня 2013            |
| 64 | 3 | «Ревізор та його помічники»       | 15 липня 2013           |
| 65 | 4 | «Ревізор та його рахунки»         | 22 липня 2013           |
| 66 | 5 | «Ревізор та травми»               | 29 липня 2013           |
| 67 | 6 | «Ревізор та тварини»              | 5 серпня 2013           |
| 68 | 7 | «Ревізор та його забаганки»       | 12 серпня 2013          |
| 69 | 8 | «Ревізор та його симпатії»        | 19 серпня 2013          |
| 70 | 9 | «Ревізор та його фізичні вправи»  | 26 серпня 2013          |

### Четвертий сезон— золота відзнака
| №  | #  | Міста                                                                                 | Дата прем'єрного показу |
| -- | -- | ------------------------------------------------------------------------------------- | ----------------------- |
| 71 | 1  | «Херсон, Тернопіль, Київські траси, Ялта»                                             | 6 січня 2014            |
| 72 | 2  | «Тернопіль»                                                                           | 3 березня 2014          |
| 73 | 3  | «Київські траси: Київ, Глеваха, Стоянка, Гостомель, Романків»                         | 10 березня 2014         |
| 74 | 4  | «Євпаторія, Коктебель, Судак, Севастополь, Ялта»                                      | 17 березня 2014         |
| 75 | 5  | «Миколаїв»                                                                            | 24 березня 2014         |
| 76 | 6  | «Севастополь»                                                                         | 31 березня 2014         |
| 77 | 7  | «Кременчук»                                                                           | 7 квітня 2014           |
| 78 | 8  | «Ужгород»                                                                             | 14 квітня 2014          |
| 79 | 9  | «Херсон»                                                                              | 21 квітня 2014          |
| 80 | 10 | «Вінниця»                                                                             | 28 квітня 2014          |
| 81 | 11 | «Чернівці»                                                                            | 5 травня 2014           |
| 82 | 12 | «Дніпропетровськ, Піщанка»                                                            | 12 травня 2014          |
| 83 | 13 | «Гаспра, Балаклава, Євпаторія, Новий Світ, Ялта»                                      | 19 травня 2014          |
| 84 | 14 | «Судак»                                                                               | 26 травня 2014          |
| 85 | 15 | «Євпаторія»                                                                           | 18 серпня 2014          |
| 86 | 16 | «Суми»                                                                                | 25 серпня 2014          |
| 87 | 17 | «Ялта»                                                                                | 1 вересня 2014          |
| 88 | 18 | «Рівне»                                                                               | 8 вересня 2014          |
| 89 | 19 | «Коктебель»                                                                           | 15 вересня 2014         |
| 90 | 20 | «Кіровоград»                                                                          | 22 вересня 2014         |
| 91 | 21 | «Особливі ревізії: Дніпропетровськ, Ужгород, Миколаїв, Чернівці, Кіровоград, Вінниця» | 29 вересня 2014         |
| 92 | 22 | «Ревізії у форматі 4D: Чернівці, Рівне, Ялта, Суми, Кіровоград, Коктебель»            | 6 жовтня 2014           |
| 93 | 23 | «Ревізор без купюр»                                                                   | 13 жовтня 2014          |
| 94 | 24 | «РевіЗІРКА»                                                                           | 18 жовтня 2014          |

### П'ятий сезон— срібно-золота відзнака
| №   | #  | Міста                      | Дата прем'єрного показу |
| --- | -- | -------------------------- | ----------------------- |
| 95  | 1  | «Одеса»                    | 2 березня 2015          |
| 96  | 2  | «Миргород»                 | 9 березня 2015          |
| 97  | 3  | «Умань»                    | 16 березня 2015         |
| 98  | 4  | «Бердичів»                 | 23 березня 2015         |
| 99  | 5  | «Черкаси»                  | 30 березня 2015         |
| 100 | 6  | «Житомир»                  | 6 квітня 2015           |
| 101 | 7  | «Миколаїв»                 | 13 квітня 2015          |
| 102 | 8  | «Чоп, Мукачеве, Чорнобиль» | 20 квітня 2015          |
| 103 | 9  | «Трускавець»               | 27 квітня 2015          |
| 104 | 10 | «Чернігів»                 | 11 травня 2015          |
| 105 | 11 | «Чорнобиль (спецвипуск)»   | 18 травня 2015          |

### Шостий сезон— срібно-золота відзнака
| №   | #  | Міста                              | Дата прем'єрного показу |
| --- | -- | ---------------------------------- | ----------------------- |
| 106 | 1  | «Київ, Гатне, Вишгород, Гореничі»  | 31 серпня 2015          |
| 107 | 2  | «Батумі, Одеса»                    | 7 вересня 2015          |
| 108 | 3  | «Батумі, Кваріаті, Одеса»          | 14 вересня 2015         |
| 109 | 4  | «Мелітополь»                       | 21 вересня 2015         |
| 110 | 5  | «Запоріжжя»                        | 28 вересня 2015         |
| 111 | 6  | «Біла Церква»                      | 5 жовтня 2015           |
| 112 | 7  | «Рівне, Колоденка, Велика Омеляна» | 12 жовтня 2015          |
| 113 | 8  | «Хмельницький»                     | 19 жовтня 2015          |
| 114 | 9  | «Тернопіль»                        | 26 жовтня 2015          |
| 115 | 10 | «Кам'янське»                       | 2 листопада 2015        |
| 116 | 11 | «Кривий Ріг»                       | 9 листопада 2015        |
| 117 | 12 | «Бердянськ»                        | 16 листопада 2015       |
| 118 | 13 | «Кирилівка»                        | 23 листопада 2015       |
| 119 | 14 | «Івано-Франківськ»                 | 30 листопада 2015       |
| 120 | 15 | «Вінниця»                          | 7 грудня 2015           |
| 121 | 16 | «Харків»                           | 14 грудня 2015          |
| 122 | 17 | «Полтава, Копили, Соснівка»        | 21 грудня 2015          |
| 123 | 18 | «Львів»                            | 28 грудня 2015          |

#### «Весняний» сезон— срібно-золота відзнака
| №   | #  | Міста                                                  | Дата прем'єрного показу |
| --- | -- | ------------------------------------------------------ | ----------------------- |
| 124 | 19 | «Моршин, Стрий»                                        | 7 березня 2016          |
| 125 | 20 | «Полтава, Львів, Черкаси, Кривий Ріг, Харків»          | 14 березня 2016         |
| 126 | 21 | «Шепетівка, Укрзалізниця (вагон класу Люкс), Чернігів» | 21 березня 2016         |
| 127 | 22 | «Одеса»                                                | 28 березня 2016         |

### Сьомий сезон— срібно-золота відзнака
| №   | #  | Міста                                  | Дата прем'єрного показу |
| --- | -- | -------------------------------------- | ----------------------- |
| 128 | 1  | «Бориспіль, Щасливе»                   | 22 серпня 2016          |
| 129 | 2  | «Кременчук»                            | 29 серпня 2016          |
| 130 | 3  | «Чернівці»                             | 5 вересня 2016          |
| 131 | 4  | «Яремче, Коломия, Шепарівці, Поляниця» | 12 вересня 2016         |
| 132 | 5  | «Суми»                                 | 19 вересня 2016         |
| 133 | 6  | «Нікополь»                             | 26 вересня 2016         |
| 134 | 7  | «Ковель»                               | 3 жовтня 2016           |
| 135 | 8  | «Дніпро»                               | 10 жовтня 2016          |
| 136 | 9  | «Канів»                                | 17 жовтня 2016          |
| 137 | 10 | «Обухів»                               | 24 жовтня 2016          |
| 138 | 11 | «Кропивницький»                        | 31 жовтня 2016          |
| 139 | 12 | «Київські виші»                        | 7 листопада 2016        |
| 140 | 13 | «Луцьк»                                | 14 листопада 2016       |
| 141 | 14 | «Ужгород»                              | 21 листопада 2016       |
| 142 | 15 | «Скадовськ»                            | 28 листопада 2016       |
| 143 | 16 | «Берегове»                             | 5 грудня 2016           |
| 144 | 17 | «Чорноморськ»                          | 12 грудня 2016          |
| 145 | 18 | «Затока»                               | 19 грудня 2016          |
| 146 | 19 | «Херсон»                               | 26 грудня 2016          |

#### «Ревізор Спешл»— срібно-золота відзнака
| №   | # | Міста                             | Дата прем'єрного показу |
| --- | - | --------------------------------- | ----------------------- |
| 147 | 1 | «Бориспіль, Коломия, Кременчук»   | 20 лютого 2017          |
| 148 | 2 | «Кропивницький, Обухів, Чернівці» | 27 лютого 2017          |
| 149 | 3 | «Ковель, Чернівці, Кропивницький» | 6 березня 2017          |
| 150 | 4 | «Скадовськ, Луцьк, Канів»         | 13 березня 2017         |
| 151 | 5 | «Суми, Бориспіль, Кременчук»      | 20 березня 2017         |
| 152 | 6 | «Луцьк, Поляниця, Дніпро»         | 27 березня 2017         |
| 153 | 7 | «Готель при КНУ, Дніпро, Суми»    | 3 квітня 2017           |

### Восьмий сезон— зелено-золота відзнака
| №   | #  | Міста                    | Дата прем'єрного показу |
| --- | -- | ------------------------ | ----------------------- |
| 154 | 1  | «Дніпро»                 | 25 вересня 2017         |
| 155 | 2  | «Павлоград»              | 2 жовтня 2017           |
| 156 | 3  | «Тернопіль»              | 9 жовтня 2017           |
| 157 | 4  | «Кам'янець-Подільський»  | 16 жовтня 2017          |
| 158 | 5  | «Суми»                   | 23 жовтня 2017          |
| 159 | 6  | «Конотоп»                | 30 жовтня 2017          |
| 160 | 7  | «Вінниця»                | 6 листопада 2017        |
| 161 | 8  | «Жмеринка»               | 13 листопада 2017       |
| 162 | 9  | «Львів»                  | 20 листопада 2017       |
| 163 | 10 | «Дрогобич»               | 27 листопада 2017       |
| 164 | 11 | «Черкаси»                | 4 грудня 2017           |
| 165 | 12 | «Переяслав-Хмельницький» | 11 грудня 2017          |
| 166 | 13 | «Ізмаїл»                 | 18 грудня 2017          |
| 167 | 14 | «Одеса»                  | 25 грудня 2017          |

| №   | #  | Міста            | Перевірені заклади | Дата прем'єрного показу |
| --- | -- | ---------------- | --- | ----------------------- |
| 168 | 1  | «Київ»           | Ресторан Андер Вандер · Готель Воздвіженський · Стейк-Хаус Grill do Brasil · Піцерія Mister Cat · SPA-центр Вишеград · Ресторан IKIGAI | 1 жовтня 2018           |
| 169 | 2  | «Харків»         | Ресторан Farsch Smooth Diner · Ресторан Niklas · Готель Villa Four Rooms · Ковзанка Шато Ледо · Кафе Кулиничі · Салон краси VIP Club   | 8 жовтня 2018           |
| 170 | 3  | «Полтава»        | Ресторан Fish & Fusion · Готель Алея Гранд · Ресторан Комора · Студія Експрес Манікюр · Кафе Борщ · Кафе Shade Burger                  | 15 жовтня 2018          |
| 171 | 4  | «Кропивницький»  | Буде оголошено | 22 жовтня 2018          |
| 172 | 5  | «Умань»          | Буде оголошено | 29 жовтня 2018          |
| 173 | 6  | «Житомир»        | Буде оголошено | 5 листопада 2018        |
| 174 | 7  | «Чернігів»       | Буде оголошено | 12 листопада 2018       |
| 175 | 8  | «Залізний Порт»  | Буде оголошено | 19 листопада 2018       |
| 176 | 9  | «Дніпро»         | Буде оголошено | 26 листопада 2018       |
| 177 | 10 | «Херсон»         | Буде оголошено | 3 грудня 2018           |
| 178 | 11 | «Кам'янце»       | Буде оголошено | 10 грудня 2018          |
| 179 | 12 | «Одеса»          | Буде оголошено | 17 грудня 2018          |
| 180 | 13 | «Київ, Небачине» | Буде оголошено | 24 грудня 2018          |

### Десятий сезон— срібно-золота відзнака з білою рукавичкою
| №   | #  | Міста                  | Дата прем'єрного показу |
| --- | -- | ---------------------- | ----------------------- |
| 181 | 1  | «Ужгород»              | 7 жовтня 2019           |
| 182 | 2  | «Львів»                | 14 жовтня 2019          |
| 183 | 3  | «Трускавець»           | 21 жовтня 2019          |
| 184 | 4  | «Мукачево»             | 28 жовтня 2019          |
| 185 | 5  | «Київ»                 | 4 листопада 2019        |
| 186 | 6  | «Каменець-Подільський» | 11 листопада 2019       |
| 187 | 7  | «Миргород»             | 18 листопада 2019       |
| 188 | 8  | «Чернівці»             | 25 листопада 2019       |
| 189 | 9  | «Мелітополь»           | 2 грудня 2019           |
| 190 | 10 | «Кирилівка»            | 9 грудня 2019           |
| 191 | 11 | «Коблеве»              | 16 грудня 2019          |
| 192 | 12 | «Затока»               | 23 грудня 2019          |

### Карантин— срібно-золота відзнака з білою рукавичкою
| №   | # | Міста  | Дата прем'єрного показу |
| --- | - | ------ | ----------------------- |
| 193 | 1 | «Київ» | 16 квітня 2020          |
| 194 | 2 | «Київ» | 23 квітня 2020          |
| 195 | 3 | «Київ» | 30 квітня 2020          |
| 196 | 4 | «Київ» | 7 травня 2020           |
| 197 | 5 | «Київ» | 14 травня 2020          |
| 198 | 6 | «Київ» | 14 травня 2020          |

### Одинадцятий сезон— срібно-золота відзнака з білою рукавичкою
| №   | # | Міста                                   | Дата прем'єрного показу |
| --- | - | --------------------------------------- | ----------------------- |
| 199 | 1 | «Харків»                                | 20 липня 2020           |
| 200 | 2 | «Дніпро»                                | 27 липня 2020           |
| 201 | 3 | «Кривий Ріг»                            | 3 серпня 2020           |
| 202 | 4 | «Запоріжжя»                             | 10 серпня 2020          |
| 203 | 5 | «Харків, Дніпро, Кривий Ріг, Запоріжжя» | 17 серпня 2020          |